# Väinö Hannikainen
Väinö Hannikainen   (Jyväskylä, 12 de gener de 1900 - Kuhmoinen, 7 d'agost de 1960), nom complet Väinö Aatos Hannikainen, fou un compositor finlandès i arpista solista de l'Orquestra Filharmònica de Hèlsinki. Era fill de P. J. Hannikaisen i germà d'Ilmari, Arvo i Tauno Hannikainen.

## Biografia

### Vida personal
Väinö Hannikainen va néixer en la família de Pekka Juhani Hannikainen i Alli Hannikainen, que ja incloïa els germans Lauri, Ilmari, Tauno i Arvo i una germana, Toini, que va morir d'escarlatina als tres anys. Pekka esperava músics de tots els seus fills i cadascun d’ells rebé la seva educació musical bàsica a casa dels seus pares. L'educació musical va començar per als nois als 4-5 anys.
De petit, Väinö era malaltís, motiu pel qual va exigir més cura als seus pares que als altres germans. Väinö va estudiar piano a Jyväskylä, però després de graduar-se, va canviar el piano per l'arpa. Després de graduar-se d'aquests estudis, Väinö es va convertir en arpista de l'Orquestra Kajanus i, en el seu temps lliure, va començar a compondre música vocal, per a piano i de cambra. Robert Kajanus era amic de Pekka Hannikainen des que era jove.
Als anys 50, Väinö Hannikainen va començar a preparar la biografia del seu pare Pekka, però l'obra no es va acabar mai.

### Tasca com a músic i compositor
A més de composició, temes teòrics i piano, Väinö Hannikainen també va estudiar orgue a l’Institut de Música de Hèlsinki. Després de conèixer l’art de l’arpa d'Aino Kajanus a Hèlsinki, va descobrir que l'arpa era el seu instrument. Inicialment va ser ensenyat per Aino Kajanus, després per Lilly Kajanus-Blenner a la classe d’arpa de l'escola de música. Com a arpista, Väinö va avançar ràpidament i va aconseguir un control tècnic i artístic magistral del seu instrument. La finalització dels estudis va tenir lloc a Berlín el 1921–1923 i posteriorment en diversos viatges a París. Väinö va actuar en moltes gires a Finlàndia com a arpista, però també com a pianista, acompanyat del seu germà Ilmari. Com a solista, va actuar a Berlín i París. Del 1923 al 1957 va ser l'arpista solista de l'Orquestra de la Ciutat de Hèlsinki.
La producció de Väinö Hannikainen inclou un ballet, un poema simfònic, l'òpera de cambra Aino, una sonata d'arpa (1919), el primer concert d’arpa finlandès (1922,) variacions per a arpa i orquestra, música dramàtica i cinematogràfica, i un gran nombre de cantates i cançons en solitari. Sobre la base de les seves obres, Väinö ha estat analitzat com un lletrista i melodista amb un caràcter compositiu delicat, i els seus acords eren percebuts com a rics i expressius, a més de sofisticats i versàtils en obres orquestrals. Väinö va rebre el títol de director musices ("director musical") durant el 1952. També va ser membre honorari de l'Associació Finlandesa d'Artistes de la Dansa.
Väinö Hannikainen va morir d'un atac de cor en una casa de camp de Kuhmoinen (Aavaranta) als 60 anys.